# Yoel Finol
Yoel Segundo Finol Rivas est un boxeur vénézuélien né le 21 septembre 1996 à Mérida.

## Carrière
Médaillé de bronze aux jeux panaméricains de Toronto en 2015 dans la catégorie mi-mouches, Yoel Finol a obtenu la médaille de bronze aux jeux olympiques de Rio de Janeiro en 2016 dans la compétition des poids mouches. Il a été battu en demi-finale par le boxeur ouzbek Shakhobidin Zoirov.

## Palmarès

### Jeux olympiques
- Médaille d'argent en -52 kg aux jeux olympiques de 2016 à Rio de Janeiro, Brésil

### Jeux panaméricains
- Médaille de bronze en -48 kg aux jeux panaméricains de 2015 à Toronto, Canada